# Kryčovo
Kryčovo, také Kričovo (ukrajinsky Кричово, maďarsky Kricsfalu nebo Kricsfalva, rumunsky Crișănești) je obec v Buštynské vesnické komunitě v okrese Ťačiv v Zakarpatské oblasti na Ukrajině. Osadou obce Kryčovo je Rosoš. V roce 2025 zde žilo 2723 obyvatel; v celé obci pak 3067 obyvatel.

## Historie
První písemná zmínka pochází ze 14. století. Do uzavřeníTrianonské smlouvy byla obec součástí Uherska, poté byla součástí Československa. Od 15. dubna 1939 byla obec součástí samostatného státu Karpatská Ukrajina; o několik dní později bylo Zakarpatí obsazeno maďarskými vojsky. Od roku 1945 obec patřila k Ukrajinské sovětské socialistické republice, která byla součástí SSSR, a nakonec od roku 1991 patří samostatné Ukrajině.